# Sanne Gottlieb
Sanne Gottlieb (født 1968) er en dansk musiker og forfatter. Hun har været radiovært i programmet Nattevagten på Radio24syv 2015-2019, dernæst Radio 4 2019. Hun er storesøster til filminstruktøren Ask Hasselbalch.

## Musikkarriere
Gottlieb optrådte (1986) som 18-årig med bandet Candy Club i Bar Bue i København og blev senere forsanger i senfirsernes store danske Art-wave band The Poets efter Aud Wilken. The Poets udgav 3 lp'er, den sidste i flere lande inkl. USA. Bandet optrådte i konstellationen med Gottlieb i front på Roskilde Festival og turnerede England, hvor de fik stor opmærksomhed i bl.a. tidsskrifterne NME og Melody Maker.
I slutningen af 90'erne var Sanne Gottlieb hovedforfatter på sangen "Kissing", som blev udgivet af bandet Bliss og har figureret på mange opsamlingsplader, senest soundtracket til filmen Sex and the City (2008).
Senere har hun medvirket i flere musikalske konstellationer. Blandt andet fremførte hun to gange sange af Miss B. Haven-duoen Mette Mathiesen og Lise Cabble i Dansk Melodi Grand Prix. Sangen "Uden dig" fastholdt herefter sin plads på DR P4's lytterbestemte hitliste i det højest tilladte antal uger. Sammen med den gamle The Poets-kollega Frithjof Toksvig skrev Gottlieb også et antal sange til Ole Christian Madsens film Pizza King (1999). Hun har desuden sunget TV2-duetten "Drømmer kun om dig" med Steffen Brandt.
Gottlieb boede i en årrække i Asien, hvor hun under navnet Sunny har optrådte live ved forskellige prestigiøse events, herunder Formel 1 Grand Prix i Singapore. Hun var desuden et af hovednavnene på Asiens største musik event, Music Matters 2011, hvor hun efter sin optræden medvirkede på Coldplays "Fix it", som støttesang for de japanske tsunamiofre. Sunny udgav i marts 2010 singlen "Vampire Boy", skrevet af Gottlieb sammen med det svenske band Eskobar. Sent i 2010 kom så opfølgeren "In the Flesh" (skrevet med Thomas Sardorf), der i Danmark nåede en 7. plads på Radio 3 Fyns hitliste over mest spillede numre. "In the Flesh" blev også det nummer som stationen modtog flest positive lytterbreve om i 2010.
I 2011 indgik Sanne Gottlieb og Warner Music Group en pladekontrakt under kunstnernavnet "Sunny og Sanne Gottlieb". I 2012 udkom hendes solo album "Cassette From Your Ex". Det er uvist hvornår hun bruger hvilket navn. Ifølge hende selv, brugte hun navnet Sunny, fordi det var sådan folk i Asien udtalte hendes navn. Singlerne I'm your Woman og September Storm, der er en duet mellem svenske Daniel Bellqvist fra Eskobar og Sunny, har begge haft radio play i Danmark. I februar 2012 udkom begge sange på albummet "Cassette From Your Ex". Albummet blev også udgivet i Singapore, og Sanne Gottlieb opnåede en del succes med club remix i bl.a. Thailand, Malysia og Singapore. Denne succes førte til en mindre engelsktalende rolle i Hong Kong Ghost Story filmen "A Fantastic Ghost Wedding", hvor Sanne Gottleib spillede overfor Asiens største kvindelige komiker Sandra Ng.
I 2012 var hun gæstestjerne/sangerinde i Jokum Rohdes teaterforestilling "Hvem myrdede Regitze Rio" på Det Kongelige Teater.
Maj 2015 medvirkede hun på den bulgarske opera/popsanger Gantchos debut-CD i en operaduet. Dette har fået stor opmærksomhed i Bulgarien.
Juni 2015 udkom et single remix "Young Boy", med stor radio airplay i Ibiza, fra hendes kommende album, der er skrevet i Italien af Sanne Gottlieb, Francesco Ferrari (Arisa, Max Pezzali), samt Davide Ferrario (Franco Battiato, Max Pezzali, Gianni Nanini), med forventet udgivelse efterår 2015 på Warner Music. Dette er et lounge chill out remix af produceren/DJ Mashti. Albummet forventes at være rock, indie.

## Mediekarriere
Sanne Gottlieb har en universitetsgrad fra Københavns Universitet i filmvidenskab. Hun har medvirket i biroller i flere tv-serier og er i denne sammenhæng mest kendt for figuren "Tosse-Kim" fra Søren Faulis De skrigende halse (1992), der er en parodi på 80'ernes punk-miljø i København. Hun er desuden tidligere elite-kunstskøjteløber og Danmarksmester.
Hun har derudover skrevet sketches og medvirket i P3's satireprogram Klub Klam. I 2001 havde Gottlieb sin egen artikelserie hver fredag i Ekstra Bladet, I seng med Sanne, hvor gæsterne skulle sidde i en seng, iført pyjamas og tale om kærlighed. Blandt gæsterne kan nævnes tidligere statsminister Anker Jørgensen, tidligere kirkeminister Manu Sareen og Keld Heick.
Sanne Gottlieb er on/off freelance journalist på forskellige livsstilsblade.
Debutroman 2 marts 2017, Noir roman "Sleep Stalker." Udgivet på Lindhardt& Ringhof. Bogen blev inden udgivelsen solgt til filmatisering, til Zentropa.
"Klimakteriesild", oktober 2019, Forlaget Grønningen 1. Samtalebog om overgangsalderen, med blandt andet Pia Kjærsgaard, Birthe Neuman, Mette Horn, Søs Egelind mfl, røg ind som nummer 1 på bestsellerlisten umiddelbart efter udgivelsen. Hex 2022. samt Stello O 2022.
Hun har været tv-vært på et musikprogram på DR, filmanmelder på DR2, og er ofte selv benyttet som gæst i div. tv-shows.

## Privatliv
Sanne Gottlieb er storesøster til filminstruktøren Ask Hasselbalch (Antboy trilogien, Skammerens Datter 2)